# Překlad nového světa

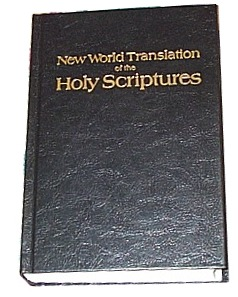
Svaté Písmo – Překlad nového světa – anglická verze

Svaté Písmo – Překlad Nového světa je překlad Bible, který vydala The Watch Tower Bible and Tract Society, zákonná vydavatelská organizace Svědků Jehovových. Překlad vycházel v angličtině po částech v letech 1950–1960. V roce 1984 byl překlad revidován. Vydání v jiných jazycích jsou založena na tomto anglickém překladu. V roce 1987 vyšel překlad v českém jazyce jako pětidílné samizdatové vydání. V jednom svazku vyšel v roce 1991 pod názvem Překlad nového světa Svatých Písem. V roce 1997 vyšla jeho revidovaná verze s názvem Svaté Písmo – Překlad nového světa a v roce 2000 vyšel v češtině překlad Svaté Písmo – Překlad nového světa se studijními poznámkami.
Překlad Nového světa byl v angličtině revidován v roce 2013. Z této revize vychází nové české vydání Bible – Překlad Nového světa, které bylo uveřejněno 7. září 2019 na mimořádném shromáždění v Ostravě.
Podle údajů vydavatele (v tiráži z roku 2021) činí celkový náklad přes 238 milionů výtisků ve víc než 195 různých jazycích a systémech psaní.

## Vydání v jiných jazycích

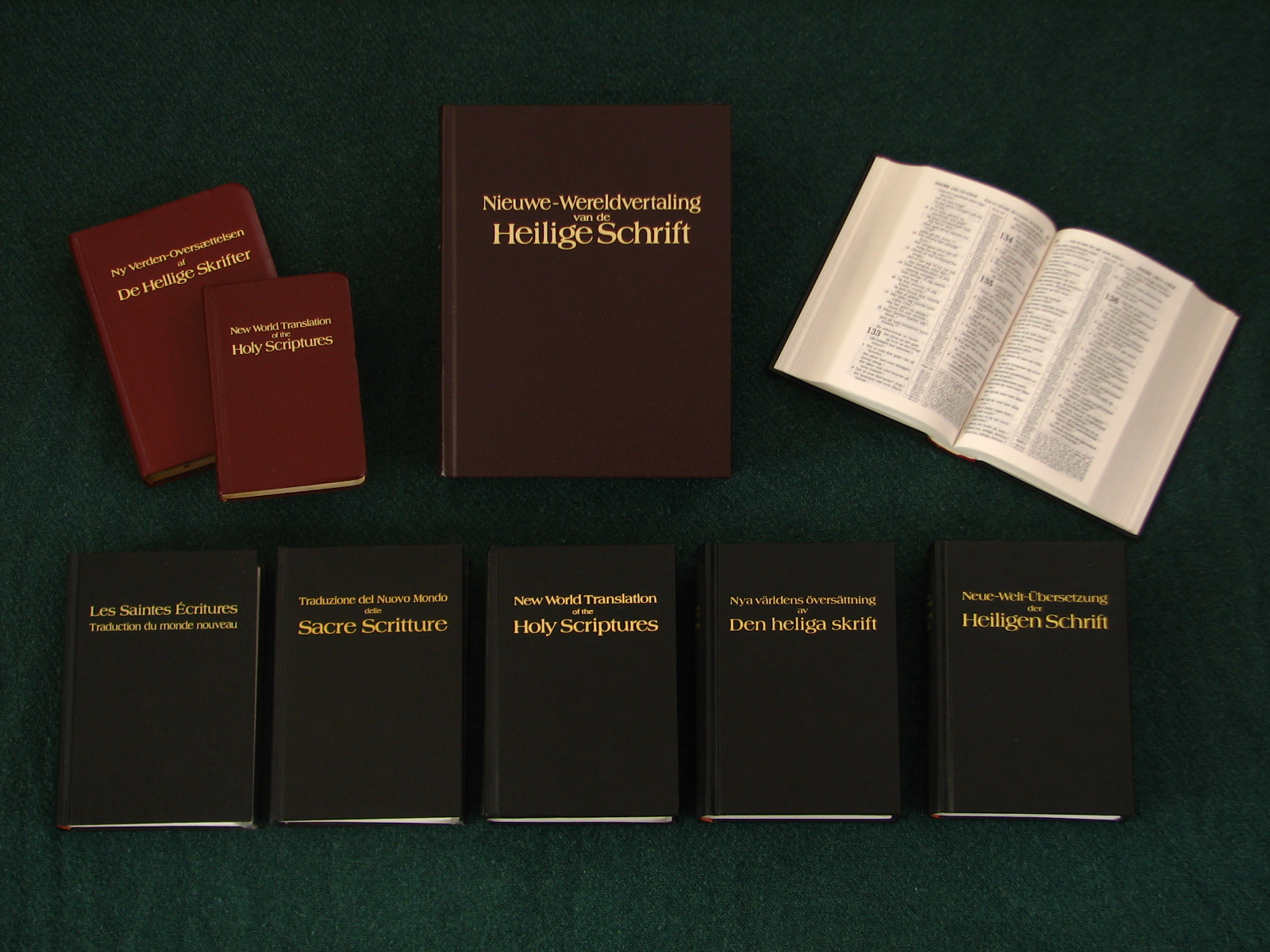
Svaté Písmo – Překlad nového světa v různých jazycích

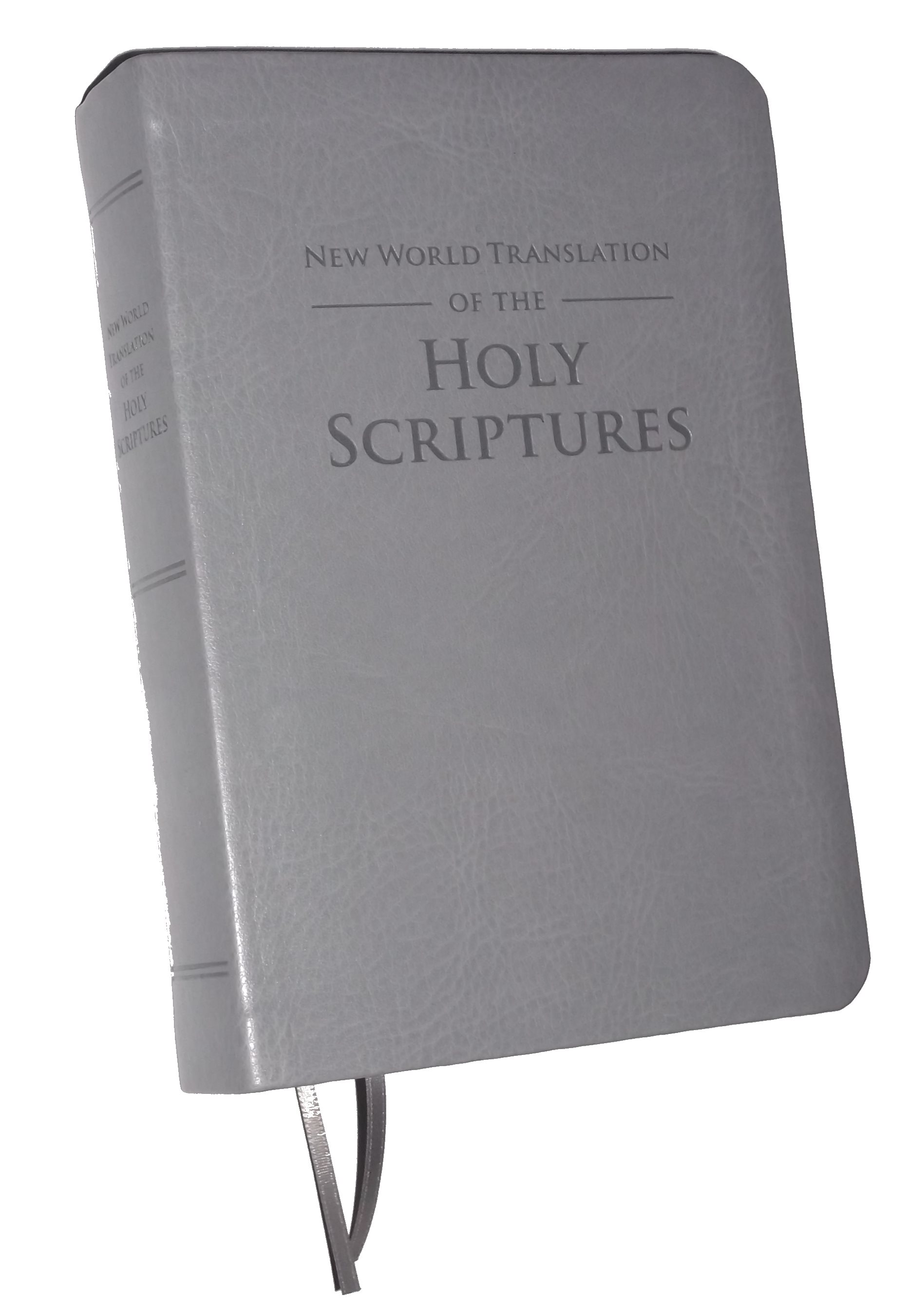
Svaté Písmo – Překlad nového světa – anglická verze z roku 2013

Překládání do jiných jazyků je prováděno z anglické verze 'Svatého Písma – Překladu nového světa'. Po tomto ohledání se v novém jazyce vybere slovo, které co nejpřesněji odpovídá původnímu jazykovému stylu i významu, s ohledem na specifika cílového jazyka.
Kompletní text celé Bible (Starý zákon vydavatelé uvádějí pod názvem Hebrejská písma a Nový zákon pod názvem Křesťanská řecká písma) byl začátkem roku 2014 publikován již do 115 jazyků nebo systémů písma.
Křesťanská řecká písma jsou dostupná v dalších 73 jiných jazycích nebo systémech písma.
Překladatelé mají před začátkem překladu seznam všech slov užívaných běžně v anglickém originálu Překladu nového světa společně s příbuznými slovy, výrazy a skupinami příbuzných slov. (např. 'usmířit', 'smíření', nebo 'usmíření', které jsou v angličtině vyjádřeny jako 'atone', 'atonement' či 'propitiation'); Tento postup je určen proto, aby překladatele upozornil na různé významové odstíny slov. Poté je koncipován seznam ekvivalentů v tom konkrétním národním jazyce. Pokud má překladatel obtíž verš renderovat, počítačový vyhledávací systém nabídne informace o řeckém a hebrejském termínu a nabídne přístup k doplňkovým publikacím. Použitím počítačového nástroje jsou národní termíny v cílovém jazyce automaticky vkládány do textu Bible. Následují finální korekce a kontrola a překlad je vytvořen v konečné verzi.
Kompletní Svaté Písmo – Překlad nového světa je publikováno v 63 jazycích. (stav k počátku roku 2013): afrikánština, albánština, arabština, arménština, bulharština, cebuánština, čičevština, čínština (zjednodušená čínština
, mandarínština, pchin-jin), bembština, chorvatština, čeština, dánština, nizozemština, efikština, angličtina (včetně Braillova písma), finština, francouzština, gruzínština, němčina, řečtina, maďarština, igboština, ilokánština, indonéština, italština, japonština, rwandština, kyrgyzština, kirundi, korejština, ngalština, makedonština, malgaština, maltština, norština, osetština, polština, portugalština (včetně Braillova písma), rumunština, ruština, samojština, sepedština, srbština (cyrilice i latinka), sesothština, šonština, sinhálština, slovenština, slovinština, španělština (včetně Braillova písma), sranan tongo, svahilština, švédština, tagalog, tsongština, tswnaština, turečtina, akanština (Twi jazyk, dialekt Akuapem, dialekt Asante), xhoština, jorubština, zulština.
Část Překladu nového světa obsahující pouze Nový zákon je dostupný v dalších 52 jazycích. (stav k počátku roku 2013): amharština, ázerbájdžánština (cyrilice i latinka), khmerština, tongština, estonština, eveština, fidžijština, fonština, haitská kreolština, illonggoština, hindština, hiri motu, italské Braillovo písmo, kannadština, kazaština, kaondština, kiribatština, lotyština, litevština, gandština, luvalština, malajálamština, barmština, nepálština, pangsínština, Papiamento, paňdžábština, sánghština, lozijština, pidžijština, tamilština, thajština, Tok Pisin, tongánština, tumbukčtina, tuvalština, ukrajinština, uzbečtina, vietnamština.
V některých jazycích je to jediný překlad Bible nebo Nového zákona do těchto jazyků v historii.
'Křesťanská řecká písma' jsou dále dostupná na DVD v 7 znakových jazycích (stav k počátku roku 2012): americký znakový jazyk, brazilský znakový jazyk, kolumbijský znakový jazyk, italský znakový jazyk, mexický znakový jazyk, a ruský znakový jazyk.
Když se 'Redakční výbor' chystá začít překlad Bible do dalšího jazyka, jmenuje skupinu pokřtěných svědků Jehovových, kteří budou dobrovolně sloužit v překladatelském týmu. Členové týmu mají obvykle zkušenosti s překládáním jiných publikací 'Biblické a traktátní společnosti Strážná věž' a před začátkem překladu absolvují doplňující školení a trénink v používání speciálního softwaru společnosti Strážná věž k tomu určeného. Tento počítačový systém nedělá překladatelskou činnost jako takovou, ale pomáhá překladatelům kontrolovat průběžné výsledky a dohlížet na kvalitu překladu. Odbornost v oblasti biblických věd a znalost biblických jazyků se nevyžaduje.

## Autoři překladu
Na překladu Nového světa pracovala skupina překladatelů New World Bible Translation Committee. Při předávání autorských práv The Watch Tower Bible and Tract Society of Pennsylvania požádala skupina, aby zůstala v anonymitě. Překladatelé uvedli, že neusilují o vlastní vyniknutí. Autoři tvrdí, že se nechali vést Svatým Duchem a věří, že přesnost je nejvyšší do té míry, kterou Božský tvůrce umožnil. Kritici namítají, že neuvedení jmen může být snahou vzdát se odpovědnosti za chyby. Svědkové Jehovovi naopak odpovídají, že podepisovat lidi, jak to dělají některé jiné překlady, je vrcholně nevhodné a je na tom pak vidět snaha o vlastní vyvýšení.
Překlad je prací pětičlenné skupiny N. H. Knorr, F. F. Franz, A. D. Shroeder, G. D. Gangas a M. D. Heschel. Protože žádný z uvedených autorů nemá odpovídající vzdělání v biblických jazycích, biblických vědách nebo teologii, bývá anonymita tvůrců překladu kritiky považována za záměrnou. F. W. Franz je náboženskou společností svědkové Jehovovi přesto považován za znalce biblických jazyků. Při soudním řízení ve Skotsku v roce 1954 však byl usvědčen ze lži, když soudu tvrdil, že zná hebrejštinu, ačkoli následně nedovedl soudci přeložit z hebrejštiny biblický verš Gn 2, 4 (Kral, ČEP) "To jsou dějiny nebes a země v době, kdy byly tvořeny, v den, kdy Jehova Bůh udělal zemi a nebe." – citace PNS.
- Informace z tohoto odstavce se nezakládá na důvěryhodném zdroji, neopírá se o fakta a důkazy a je to pouze něčí osobní názor. Všech pět pánů, kteří údajně PNS překládali, zemřelo do konce 20. století a není možné, aby se jakýmkoli způsobem podíleli na vydáních za posledních několik desítek let.

## Charakteristika překladu
Při překladu byla ke srovnání textu použita řada jiných vydání Bible. Překlady do dalších jazyků byly ovšem pořízeny podle anglického překladu a ne na základě původních jazyků, což je z hlediska translatologie kritizováno jako postup, vedoucí k menší přesnosti výsledného textu.
Překlad nového světa je konkordantní při překládání některých klíčových výrazů – to znamená, že totéž slovo překládá na všech místech překladu stejně. Patří mezi ně například řecké slovo psyché, které je vždy přeloženo jako duše, dále hebrejské slova še´ól´ a jeho řecký ekvivalent haides, které nemají ve většině jazyků přesný ekvivalent, nejsou přeložena, ale pouze přepsána do češtiny jako „šeol“ a „hádes“. V jiných překladech (např. Český ekumenický překlad, ČEP) bývají tato slova překládána podle konotace různými slovy, např. „hrob“, „peklo“ nebo „jáma“. To však není specifikem Překladu nového světa, o podobnou konkordantnost usilují i jiné překlady, např. Český studijní překlad.
Na rozdíl od většiny českých překladů Bible (např. ČEP) používá překlad nového světa starozákonní Boží jméno (viz článek JHVH) vždy ve formě Jehova, v Žalmech také Jah, a to v případech, kdy v originálních textech byl Tetragrammaton (v hebrejských písmech 6 828krát – u českých překladů tradičně nahrazován nejčastěji titulem Hospodin, v anglickém, například King James Bible Version nejčastěji nahrazován titulem LORD), a nebo v případech, kdy překladatelé dospěli k názoru, že bylo toto jméno v původním zdroji možná nahrazeno za tituly „Pán“, „Adonaj“ nebo „Bůh“. V Novém zákoně bylo Boží jméno vkládáno dle uvážení překladatelů, protože původní řecký text tetragramatton neobsahuje. Tyto se nejčastěji opírají o poznámky pod čarou Kittelova a Elliger a Rudolphova překladu a dále o studie změn židovských opisovačů (soferim), a další.
 Jedná se o 145 případů. Tato změna je některými filology považována za nevhodnou (viz níže), protože je oproti SJ, kteří v těchto termínech vidí pouhé tituly, pokládají za ucelenější systém Božích jmen, který s sebou nese významové rozdíly, které se sjednocením ztrácí (viz níže – kritika).
Původní hebrejskou variantu Jahve/Jehova zachovávají i jiné české překlady, např. Jeruzalémská bible, avšak pouze ve Starém zákoně, kde pro ni existeje podklad v původních hebrejských textech.
Překlad nového světa je pro některé své znaky velmi často kritizován. Hlavním důvodem kritiky je anonymita překladatelů, u nichž tak nemůže být zaručena patřičná odborná úroveň, a fakt, že překlady do různých národních jazyků (včetně češtiny) jsou pořízeny z anglického překladu a ne z originálního textu, což je z překladatelského hlediska kritizováno jako nevhodný přístup.
Překlad je kritizován pro záměrné úpravy biblického textu, aby odpovídal naukovému systému svědků Jehovových. Zejména pak v učení o božství Krista, kde měli autoři překladu upravit biblické texty tak, aby nepodporovaly trojiční víru.
Dalším kritizovaným znakem je fakt, že překlad je těsně spjat pouze s jedinou náboženskou společností a v některých rysech je proto možné obviňovat překladatele z tendenčnosti tak, aby odpovídal věrouce SJ.
Argumentace svědků Jehovových:
- Překlad není spjat vůbec těsně. Je k dispozici online nebo lze ho dostat na požádání.

Kritizován je i jeden z charakteristických rysů překladu, používání jediného Božího jména, totiž "Jehova", a to i na těch místech, kde je v jiných překladech použit jiný výraz. Kritika rozhodnutí používání Božího jména "Jehova" naráží na takzvaný Systém Božích jmen, který může být poměrně složitý a jednotlivá jména s sebou mají nést určité konotace a teologicky podstatné významové odstíny. Jejich "sjednocení" přirozeně má na tento systém vliv.
Překlad nového světa tuto změnu provádí i v řeckém textu Nového zákona (celkem 237x). Poznamenejme, že v dochovaných řeckých rukopisech Nového zákona, se slovo Jehova nevyskytuje. Náboženská společnost Svědkové Jehovovi je přesvědčena, že Nový zákon tetragramatton obsahoval, ale autoři dochovaných rukopisů je záměrně přepisovali slovy Ky′ri·os (Pán) nebo The·os′ (Bůh). Autoři překladu tvrdí, že PNS "projevuje úctu k Božímu jménu tím, že ho vrací na všechna místa, kam patří".

Argumentace svědků Jehovových:
- Stojí za povšimnutí, že hlavní české překlady (Bible21, Ekumenický překlad, Bible Kralická, také překlad O. Petrů) překládají v místech, kde se v Novém zákoně cituje Starý, slovo Ky′ri·os (Pán) slovem Hospodin. Takže se, podobně i Překlad nového světa, pokouší hádat, na kterých místech byl možná z řeckého textu tetragrammaton (JHVH – Jehova) odstraněn. Například (nejde o úplný výčet)
  - u Matouše 1:20; 2:15 je slovo "Hospodin" použito v překladu Bible21
  - u Matouše 1:22, 24; 2:13, 19 je slovo "Hospodin" použito v překladech: Český ekumenický překlad, Bible21
  - u Matouše 22:44 je slovo "Hospodin" použito v překladech: Katolický liturgický překlad, Český ekumenický překlad, Bible21, Ondřej Petrů, Dr. Rudolf Col
  - u Marka 12:29 je slovo "Hospodin" použito v překladech: Katolický liturgický překlad, Český ekumenický překlad, Bible21, Ondřej Petrů, Dr. Rudolf Col, Dr. Jan Ladislav Sýkora
  - u Lukáše 1:46 je slovo "Hospodin" použito v překladech: Bible Kralická, Katolický liturgický překlad, Bible21, Dr. Jan Ladislav Sýkora
- Podobně používá výraz Jehova v řeckých písmech i jiní překladatelé. Například „Emphatic Diaglott“, meziřádkový překlad křesťanských řeckých písem který jej používá v citacích z hebrejských písem.[25]
- Několik překladů, které v Novém Zákoně používají Boží jméno: Nowy Testament (polsky, přeložil Szymon Budny, 1574); Die heilige Schrift des neuen Testaments (německy, přeložil Dominikus von Brentano, 1791); A Literal Translation of the New Testament . . . From the Text of the Vatican Manuscript (anglicky, přeložil Herman Heinfetter, 1863); The Emphatic Diaglott (anglicky, přeložil Benjamin Wilson, 1864); The Christian’s Bible—New Testament (anglicky, přeložil George N. LeFevre, 1928); Neues Testament mit Anmerkungen (německy, přeložil Heinz Schumacher, 2002); Biblia Peshitta en Español (španělsky, vydal Instituto Cultural Álef y Tau, 2006).[22]

Argumentace kritiků:
Při pokusu odstranit důraz z Ježíše Krista jakožto Boha vložili autoři překladu PNS odvozeninu „Jehova“ (vytvořenou z původního hebrejského „JHVH“, což značí Boží jméno), na místa, kde je v řeckém textu Nového zákona Theos (Bůh) a kyrios (Pán). Tím vytvořili mezi Bohem Otcem a Synem rozdíl, ke kterému však text neopravňuje, aby nebyla patrná biblická podpora božství Ježíše Krista. Některé příklady:
Řecké slovo „kyrios” znamenající „Pán“ je v PNS přeloženo jako „Jehova” nebo „Jehovův”.
- Matouš 22:44; 23:39; 27:10
- Marek 5:19; 12:29; 12:30; 12:36; 13:20
- Lukáš 1:25; 1:28; 1:32; 1:58; 1:68; 2:15; 20:42
- Skutky 2:34; 2:39; 2:47; 3:22; 7:33; 7:49; 12:11; 12:17; 13:47
- Římanům 4:8; 9:28; 9:29; 12:19; 14:11;
- 1 Korintským 1:31; 3:20; 4:4; 4:19; 7:17; 14:21; 16:7
- 2 Korintským 6:17; 6:18; 10:18
- Kolosanům 3:16
- 1 Tesaloničanům 4:6
- 2 Timoteovi 1:18; 2:19 (dvakrát); 4:14
- Hebrejcům 7:21; 8:2; 8:8; 8:9; 8:10; 10:16; 10:30; 12:6; 13:6
- Jakub 4:15; 5:15
- 2 Petra 2:9; 3:9
- Juda 5, 9, 14
- Zjevení 1:8; 4:11; 18:8; 19:6; 21:22; 22:5; 22:6

Řecké slovo „kyrie” znamenající „Pane“ je přeloženo jako „Jehovo”.
- Jan 12:38
- Skutky 1:24; 4:29; 7:60
- Římanům 10:16; 11:3; 14:6 (třikrát); 14:8 (třikrát)
- Zjevení 15:4; 16:7

Řecké slovo „kyriú” znamenající „Pána“, „Páně“ nebo „Pánův“ je přeloženo jako „Jehovy“ nebo „Jehovův”.
- Matouš 1:20; 1:22; 1:24; 2:13, 2:15; 2:19; 3:3; 28:2
- Marek 1:3; 11:9; 12:11
- Lukáš 1:6; 1:9; 1:15; 1:45; 1:66; 1:76; 2:9 (dvakrát); 2:23; 2:24; 2:26; 2:39; 3:4; 4:18; 4:19; 5:17; 13:35; 19:38
- Jan 1:23; 12:13; 12:38
- Skutky 2:20; 2:21; 3:19; 4:26; 5:9; 5:19; 7:31; 8:22; 8:25; 8:26; 8:39; 9:31; 10:33; 11:21; 12:7; 12:23; 12:24; 13:10; 13:11; 13:12; 13:49; 15:35; 15:36; 15:40; 18:25; 19:20
- Římanům 10:13; 11:34
- 1 Korintským 10:21; 10:26; 11:32; 16:10
- 2 Korintským 3:17 (dvakrát) 3:18 (dvakrát); 8:21
- Efezanům 5:17; 6:4; 6:8
- Kolosanům 1:10; 3:24
- 1 Tesaloničanům 1:8; 4:15; 5:2
- 2 Tesaloničanům 2:2; 2:13; 3:1
- Hebrejcům 12:5
- Jakub 1:7; 4:10; 5:4; 5:10; 5:11 (dvakrát); 5:14
- 1 Petra 1:25; 3:12
- 2 Petra 3:10

Řecké slovo „kyrion” znamenající „Pána” je přeloženo jako „Jehova”.
- Matouš 4:7; 4:10; 22:37
- Lukáš 1:16; 1:46; 4:8; 4:12; 10:27
- Skutky 2:25; 8:24; 15:17
- Římanům 15:11
- 1 Korintským 10:9; 10:22
- 2 Korintským 3:16
- Kolosanům 3:23
- Hebrejcům 8:11
- Jakub 3:9

Řecké slovo „kyrió” znamenající „Pánu“ je přeloženo jako „Jehova”.
- Matouš 5:33
- Lukáš 1:17; 2:22; 2:23
- Skutky 13:2; 14:3; 14:23; 16:15
- Římanům 12:11; 14:4
- 1 Korintským 2:16
- 2 Korintským 10:17
- Efezanům 2:21; 5:19; 6:7
- Kolosanům 3:22
- Hebrejcům 8:11
- Jakub 3:9

Řecké slovo „Theos” znamenající „Bůh“ je přeloženo jako „Jehova”.
- Hebrejcům 2:13
- Zjevení 4:8

Řecké slovo „Theú” znamenající „Boha“ nebo „Boží” je přeloženo jako „Jehovův”.
- Matouš 4:4
- Jan 6:45
- Skutky 13:44; 13:48; 16:32; 18:21
- Jakub 2:23
- 2 Petra 3:12

Řecké slovo „Theon” znamenající „Bůh“ je přeloženo jako „Jehova”.
- Skutky 16:14

Řecké slovo „Theó” znamenající „Bůh“ je přeloženo jako „Jehova”.
- Římanům 4:3
- Galaťanům 3:6
- Kolosanům 3:16
- Jakub 2:23

Dalším významným kritizovaným jevem je jazyková neobratnost textu, stylisticky nevhodné doslovné překlady některých idiomů a podivná volba slov (např. používání spojení „na neurčitý čas“ místo „navěky“).
- Obhájci překladu zde argumentují použitou metodou tzv. formální ekvivalence, kdy se výrazy v původním jazyce téměř doslova překládají do moderního jazyka (i za cenu určité neobvyklosti pro moderního čtenáře). Cílem je podchytit významový odstín který je možné vidět na uvedeném příkladu: „na neurčitý čas“ v protikladu k „navěky“. Text si tak zachovává moderní ráz i vyjádření té doby.
- Překlad nového světa je jediným českým překladem, který rozlišuje, zda jsou v původním hebrejském textu slovesa v perfektu nebo imperfektu.[28]
- Břetislav Fajmon kriticky analyzuje charakteristiky Překladu nového světa svatých písem (ve verzi 1997, nikoliv verzi 2019).[29][30]